# Замок Шиле
Замок Шиле (тур. Şile Kalesi) или Замок Оджаклы Ада (тур. Ocaklı Ada Kalesi) — историческое фортификационное сооружение в районе Шиле, Стамбул. Находится на острове Очаклы в Чёрном море, рядом с побережьем. 

## История и архитектура
Существует несколько версий происхождения замка. По одной из них он построен генуэзцами, владевшими этой частью побережья более 1000 лет назад, и играл роль сторожевой башни, использовался для наблюдения за побережьем от нападения с моря. По другой версии сооружение относится ко времени существования Византии, лишь в 1305 году его заняли генуэзцы. Османы под предводительством султана Баязида I в свою очередь захватили это место в 1396 году. Есть также версии, что замку более 2000 лет.
Замок Шиле имеет площадь около 100 квадратных метров, четыре этажа и высоту 12 метров. Первый этаж замка использовался для хранения припасов, а три других этажа как казармы для солдат.
Замок ремонтировался по крайней мере дважды на протяжении всей истории. Одна из последних реставраций произошла в 2015 году. После последних работ в ряде СМИ замок прозвали вариацией на тему персонажа мультсериала «Губка Боб». В рамках работ по реставрации замка Шиле были проведены археологические раскопки.

## Галерея

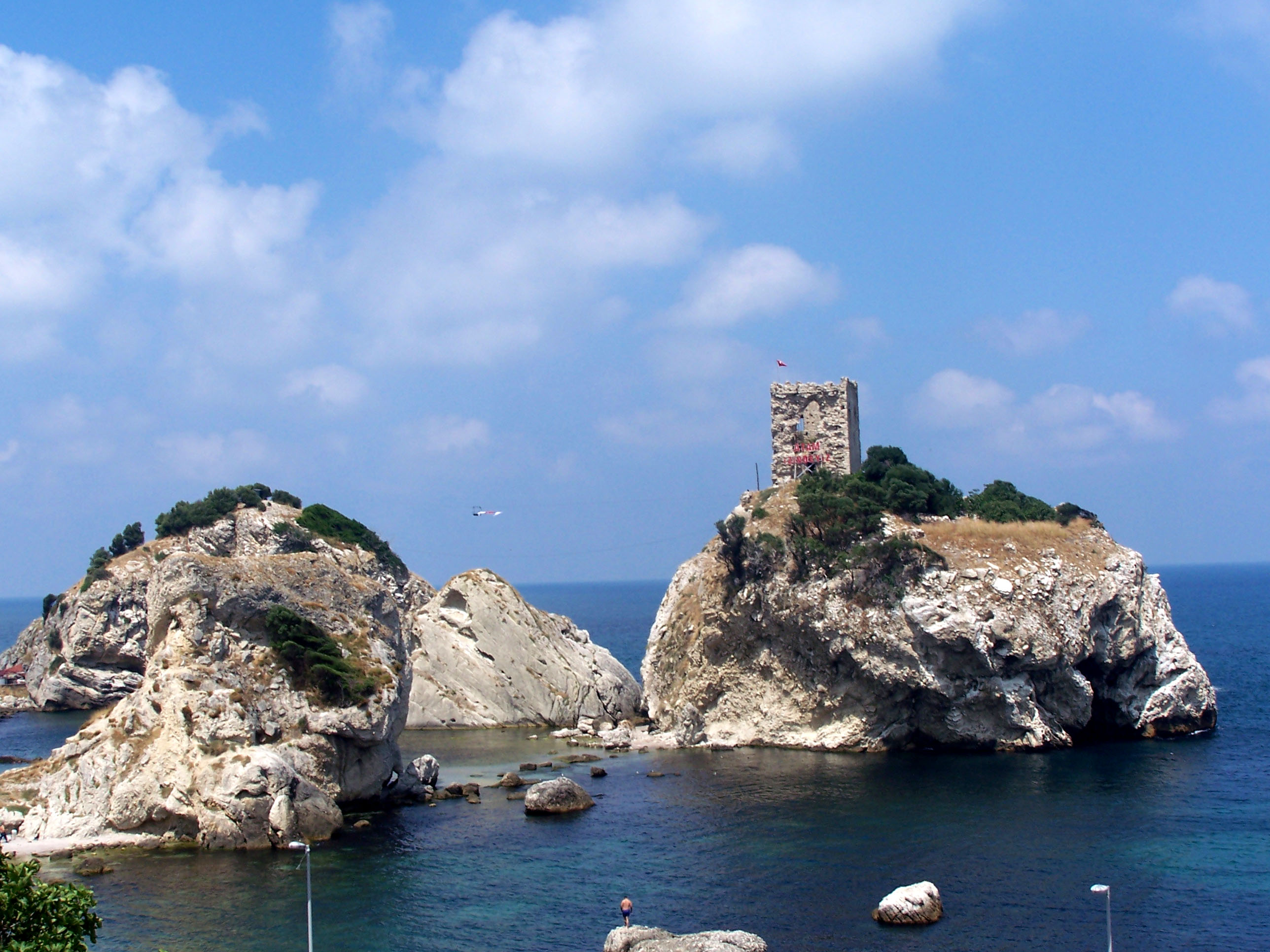
Замок до реконструкции, вид со стороны Шиле (2009)
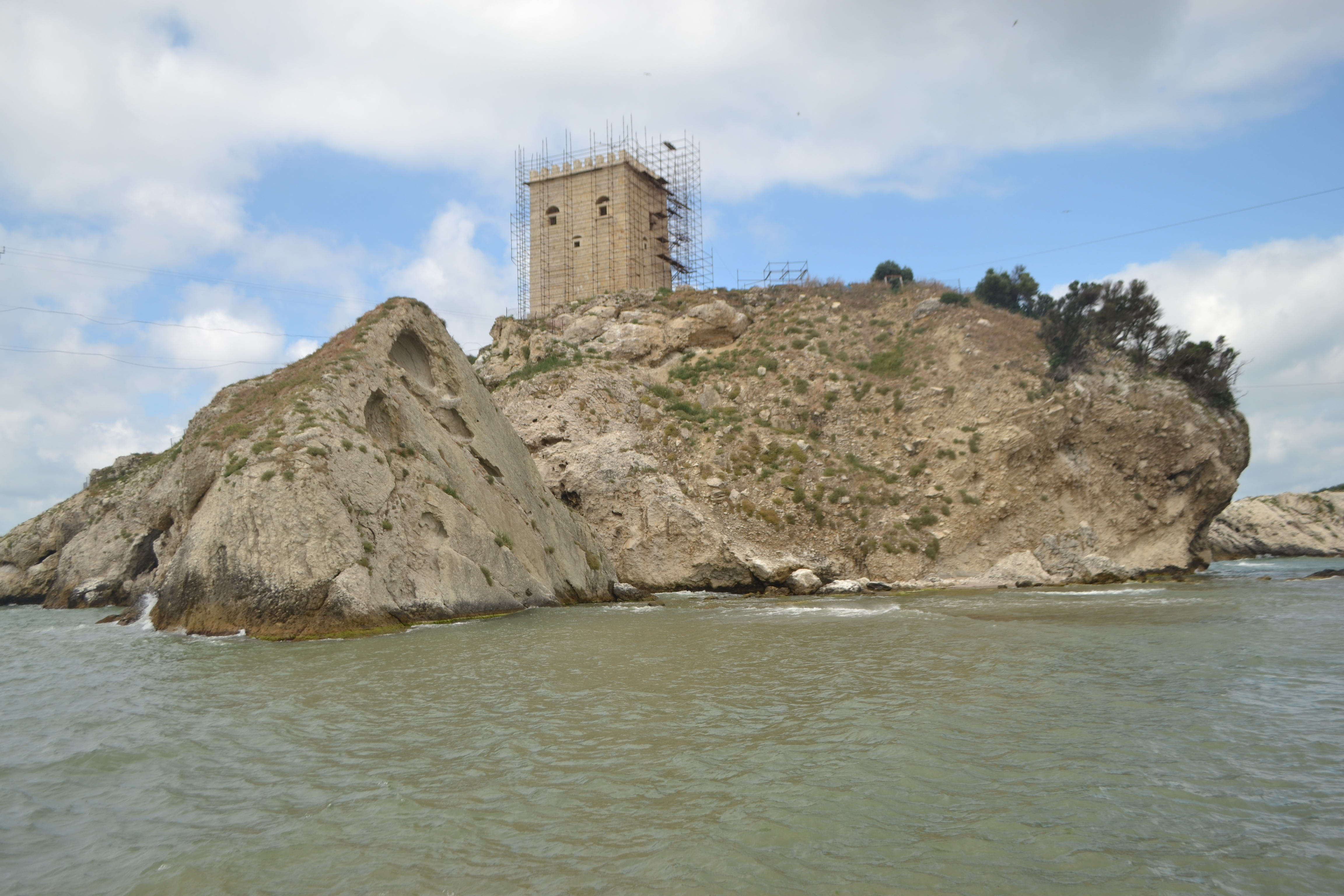
Замок во время работ по реконструкции (2015)
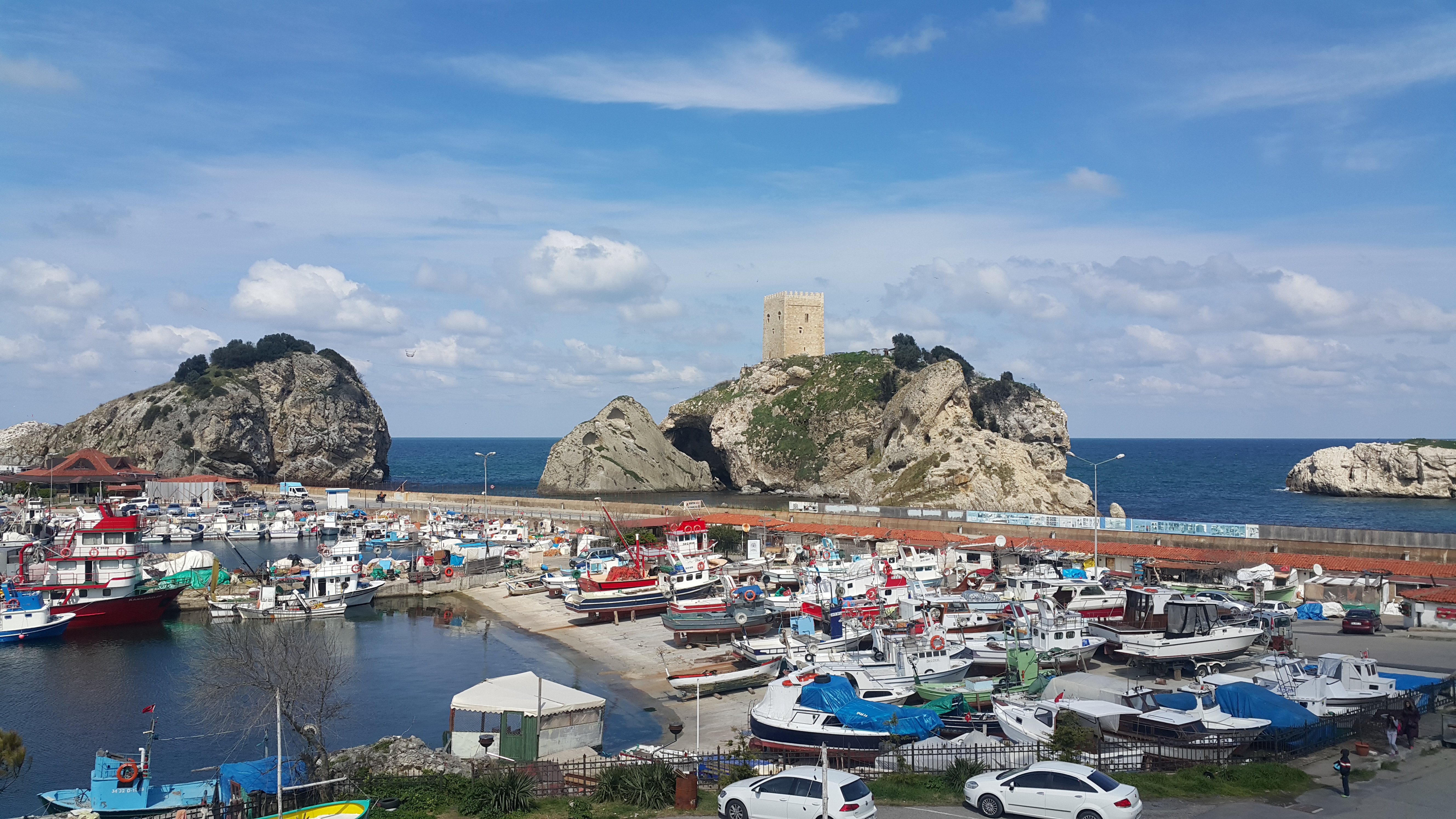
Замок и гавань перед ним (2016
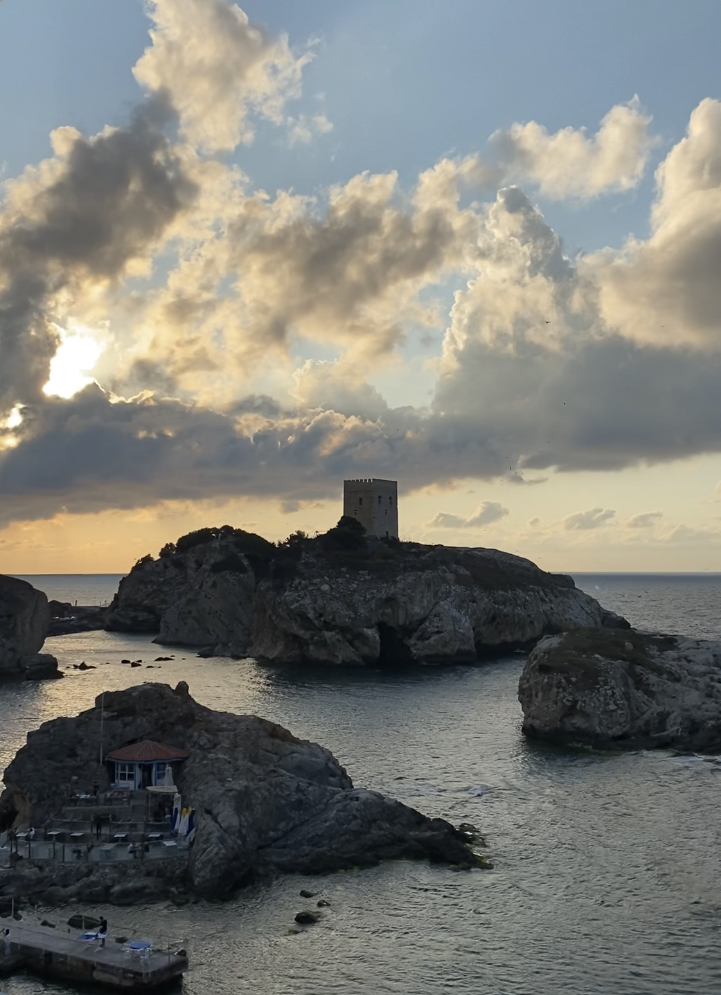
Замок на фоне закатного неба (2020)